# Bad Day (Justin Bieber)
Bad Day è un brano musicale del cantante canadese Justin Bieber, pubblicato come quinto singolo della Music Mondays e dalla raccolta Journals.

## Descrizione
Il brano è stato scritto da Justin Bieber, Ernest Isley, Marvin Isley, O'Kelly Isley, Ronald Isley, Rudolph Isley, Boyd, Christopher Jasper e Jordan Giannos.

## Classifiche
| Classifica (2013) | Posizione massima |
| ----------------- | ----------------- |
| Austria           | 41                |
| Belgio (Fiandre)  | 19                |
| Belgio (Vallonia) | 26                |
| Canada            | 26                |
| Danimarca         | 1                 |
| Francia           | 54                |
| Germania          | 66                |
| Irlanda           | 25                |
| Italia            | 32                |
| Paesi Bassi       | 16                |
| Regno Unito       | 31                |
| Spagna            | 25                |
| Stati Uniti       | 53                |
| Svizzera          | 28                |